# بطنج متعرق الكأسيات
البطنج متعرق الكأسيات أو الستاكس متعرق الكأسيات (باللاتينية: Stachys neurocalycina) نوع نباتي يتبع جنس البطنج من الفصيلة الشفوية.

## الموئل والانتشار
النبات واطن في بلاد الشام.